# Jolanda z Dreux (1322)
Jolanda z Dreux (fr. Yolande de Dreux, 1269? – 2. srpna 1322) byla skotská královna, bretaňská vévodkyně a hraběnka z Montfort l'Amaury.

## Život
Byla dcerou hraběte Roberta IV. z Dreux a Beatrix z Montfortu. Z otcovy strany patřila k mladší větvi kapetovské dynastie a po matce měla dědit hrabství Montfort.
15. října 1285 se v opatství Jedburgh stala druhou manželkou ovdovělého skotského krále Alexandra III., kterého k novému sňatku po smrti všech tří dětí přiměla potřeba mužského dědice. Alexandr zemřel půl roku po svatbě po pádu z koně, když se večer vracel z jednání královských rádců ke své manželce v Kinghornu. Jolanda byla v době manželova skonu těhotná a nástupcem se mělo stát ještě nenarozené dítě. Zdá se, že přišlo na svět v listopadu 1286 mrtvé.
Roku 1292 se Jolanda podruhé vdala, vzala si bretaňského vévodu Artura, se kterým měla šest dětí. Znovu ovdověla po dvaceti letech manželství roku 1312 a zemřela o deset let později.